# George W. Plunkitt
George Washington Plunkitt, né le 17 novembre 1842 et mort le 19 novembre 1924, est un homme politique américain originaire de l'État de New York. Il siège dans les deux chambres de la législature de l'État de New York. Il est l’un des dirigeants de l'organisation politique de Tammany Hall, un critique virulent de la fonction publique, et se fait particulièrement connaître par une série de discours courts, pratiques et au ton familier, retranscrits dans Plunkitt of Tammany Hall. Ces interventions illustrent ses réflexions et sa maîtrise efficace de la machine politique.

## Biographie

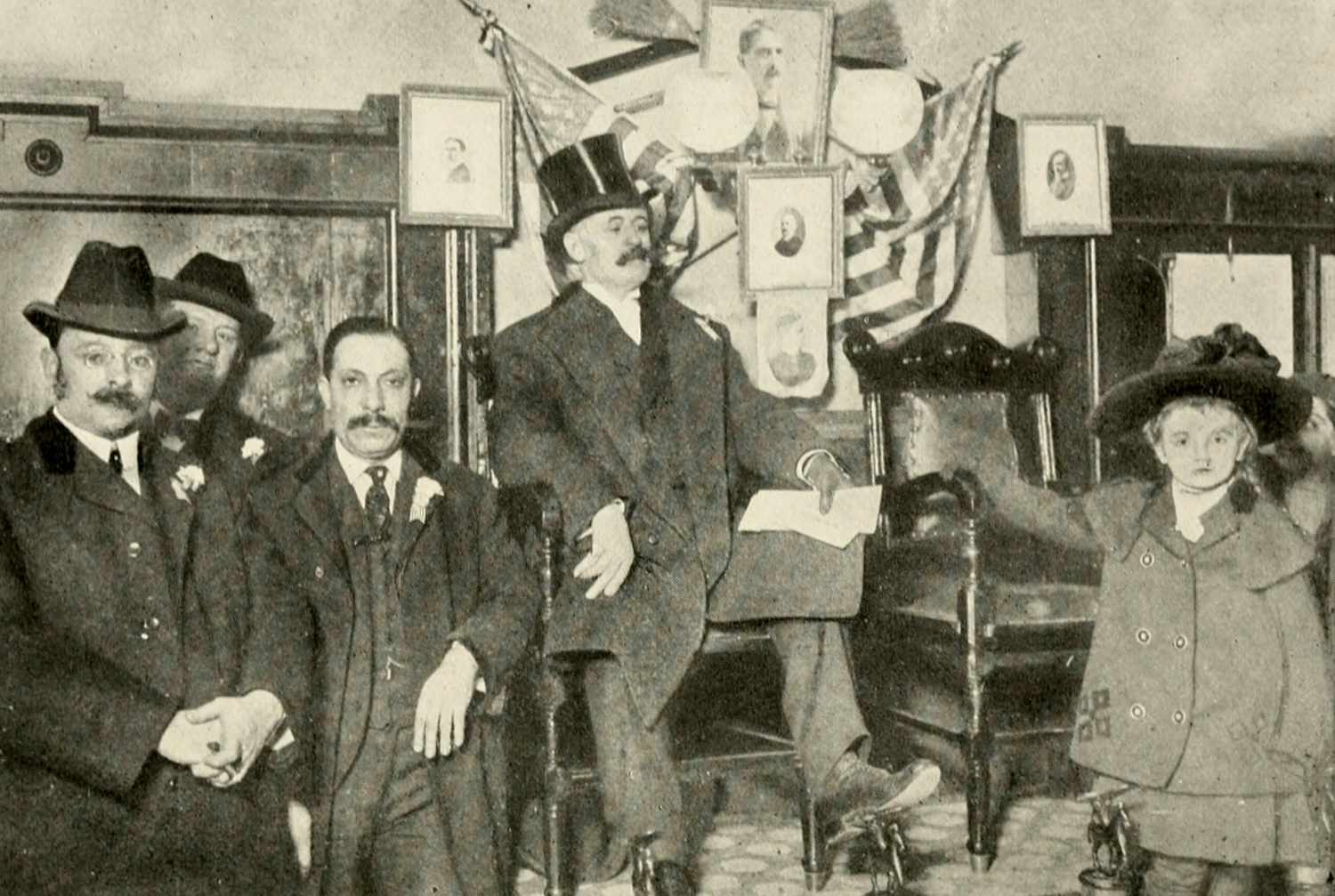
George Washington Plunkitt au centre

Il naît le 17 novembre 1842 à Manhattan, dans la ville de New York. Des années plus tard, Plunkitt se souvient être né sur  « Nanny Goat Hill », à seulement « vingt pieds à l'intérieur du mur de Central Park, à la hauteur de la 84e Rue Ouest » .
Il siège à l'Assemblée de l'État de New York (comté de New York, 17e district) entre 1869 et 1873.
Il est membre du Sénat de l'État de New York de 1884 à 1887 (11e district), en 1892 et 1893 (11e district), puis de 1899 à 1904 (17e district). Il siège aux 107e, 108e, 109e, 110e, 115e, 116e, 122e, 123e, 124e, 125e, 126e et 127e législatures de l'État de New York.
Plunkitt fait fortune en pratiquant ce qu’il appelle le « graft honnête » en politique,. Il incarne, avec un cynisme assumé, une forme de politique aujourd’hui généralement désignée sous le nom de « machine politique », fondée sur le clientélisme et caractérisée par un usage assumé du pouvoir à des fins personnelles.
Dans l’un de ses discours, cité dans Plunkitt of Tammany Hall, il décrit la différence entre le graft malhonnête et le graft honnête. Le graft malhonnête consiste à agir uniquement dans son propre intérêt. Le graft honnête, quant à lui, vise simultanément les intérêts de son parti, de l’État et de sa personne,.
Il tire la majeure partie de sa richesse de l’achat de terrains dont il sait qu’ils seront requis pour des projets publics. Il acquiert ces parcelles, puis les revend à un prix majoré. Cela constitue, selon lui, du graft honnête. Le graft malhonnête, en revanche, consiste à acheter un terrain puis à utiliser son influence pour faire en sorte qu’un projet y soit implanté,. Plunkitt défend ses actions en déclarant : « Je ne pouvais obtenir à bon prix qu’un grand bout de marécage, mais je l’ai pris tout de suite et je l’ai gardé. Ce qui s’est passé, c’est exactement ce que j’avais prévu. Ils ne pouvaient pas achever le parc sans le marécage de Plunkitt, et ils ont dû le payer cher. Il y a quelque chose de malhonnête là-dedans ? » ,.
Plunkitt était également un partisan intransigeant de son parti, croyant fermement aux nominations, au clientélisme, aux dépouilles, et à toutes les pratiques limitées par la loi sur la fonction publique,. Il considérait ces pratiques à la fois comme des récompenses et des causes du patriotisme. Il détestait le système de la fonction publique et s’y opposait politiquement. Plunkitt est également connu pour la réplique qu'il utilisait pour défendre ses actions : « J'ai vu mes opportunités et je les ai saisies »,,.
Le 7 octobre 1905, il subit une opération pour un abcès rétro-péritonéal et faillit mourir. Il meurt le 19 novembre 1924 à Manhattan, dans la ville de New York,. Il est enterré au cimetière de Calvary à Queens.